# Кирницштал
Кирницштал (њем. Kirnitzschtal) општина је у њемачкој савезној држави Саксонија. Једно је од 41 општинског средишта округа Зексише Швајц-Остерцгебирге. Према процјени из 2010. у општини је живјело 2.147 становника. Посједује регионалну шифру (AGS) 14628200.

## Географски и демографски подаци
Кирницштал се налази у савезној држави Саксонија у округу Зексише Швајц-Остерцгебирге. Општина се налази на надморској висини од 365 метара. Површина општине износи 44,2 km². У самом мјесту је, према процјени из 2010. године, живјело 2.147 становника. Просјечна густина становништва износи 49 становника/km².